# Partito per gli Animali
Il Partito per gli Animali (in olandese Partij voor de Dieren PvdD) è un partito politico olandese fondato nel 2002 da Marianne Thieme insieme ad altri animalisti olandesi.
I principali obiettivi del partito sono la difesa dei diritti degli animali e l'ambientalismo.
Il PvdD è la prima forza animalista ad avere ottenuto rappresentanza parlamentare nella storia dell'umanità.

## Storia

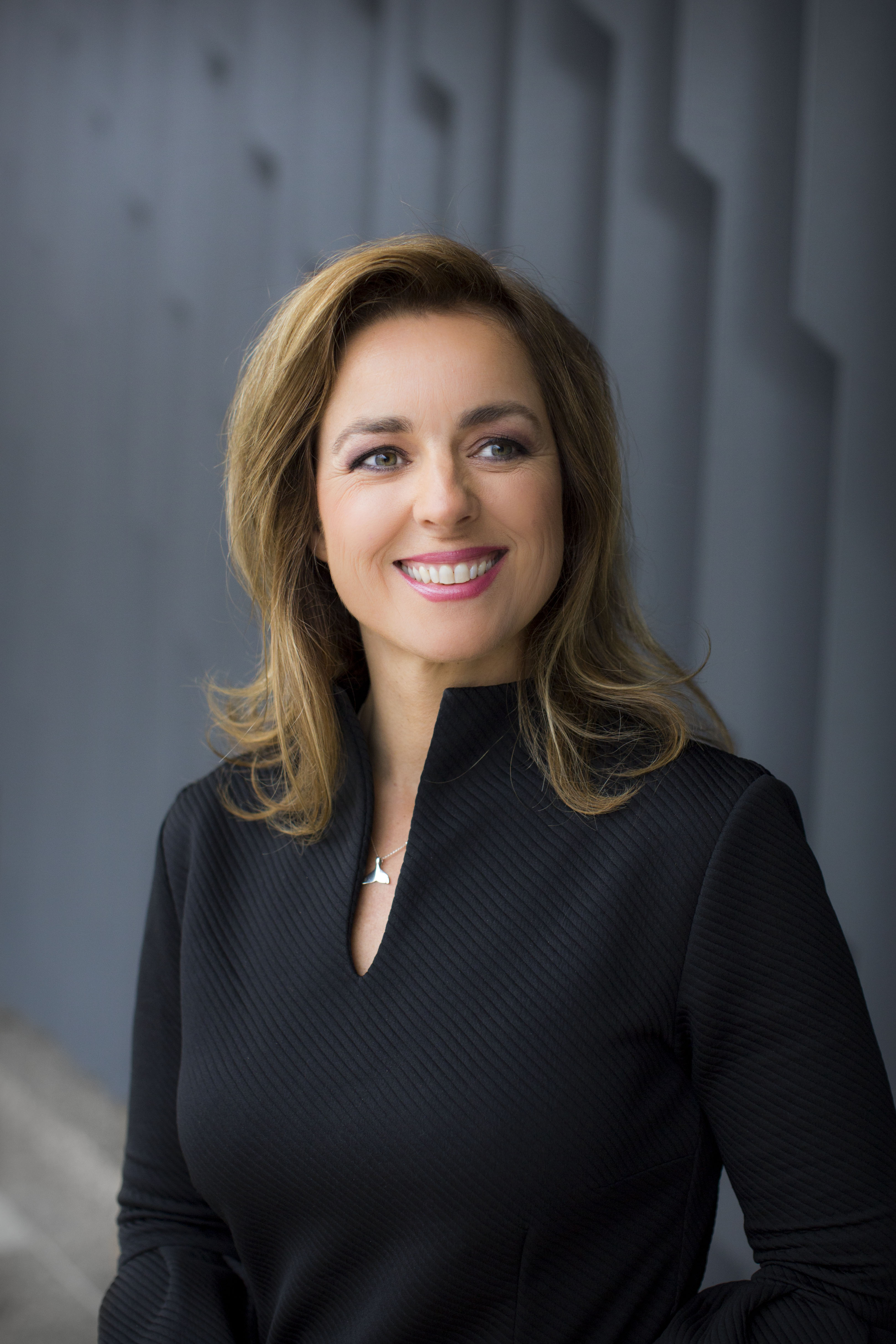
Marianne Thieme, leader del partito fino al 2019

Il PvdD nasce il 28 ottobre 2002 sotto la guida di Marianne Thieme, rimanendo fino ad oggi la leader ed il personaggio politico principale della formazione.
La prima sfida elettorale della forza animalista sono le elezioni politiche del 2003 dove ottiene 47.754 voti (0,49%) ma nessun seggio.
Prova successiva saranno le elezioni europee del 2004 dove il partito triplica i suoi consensi (153.432 voti; pari al 3,22%) senza però ottenere seggi anche in questo caso.
In occasione delle successive elezioni politiche del 2006 la forza animalista ottiene finalmente rappresentanza alla Tweede Kamer eleggendo due deputati e quasi quadruplicando i propri voti (179.988; 1,83%).
Nel voto del 2010, nonostante un calo di consensi (122.317 voti; 1,30%), il PvdD mantiene la propria rappresentanza di due seggi, confermata pure nella successiva tornata elettorale dove però torna a riguadagnare voti (182.162; 1,93%).
Le elezioni del 2017 vedono il PvdD crescere considerevolmente, conquistando 335.214 voti (3,19%) e 5 seggi, tre in più rispetto alle elezioni precedenti.

## Rappresentanza
Il Partito per gli Animali alla Camera è rappresentato da:
- Esther Ouwehand;
- Eva van Esch
- Lammert van Raan;
- Christine Teunissen;
- Leonie Vestering
- Frank Wassenberg;

al Senato è rappresentato da:
- Niko Koffeman;
- Henriëtte Prast;
- Peter Nicolaï;

al Parlamento europeo è rappresentato da:
- Anja Hazekamp[4].

## Risultati elettorali
| Elezione         | Voti    | %    | Seggi   |
| ---------------- | ------- | ---- | ------- |
| Legislative 2003 | 47.754  | 0,49 | 0 / 150 |
| Europee 2004     | 153.432 | 3,22 | 0 / 27  |
| Legislative 2006 | 179.988 | 1,83 | 2 / 150 |
| Europee 2009     | 157.735 | 3,46 | 0 / 25  |
| Legislative 2010 | 120.490 | 1,30 | 2 / 150 |
| Legislative 2012 | 182.162 | 1,93 | 2 / 150 |
| Europee 2014     | 200.254 | 4,21 | 1 / 26  |
| Legislative 2017 | 335.214 | 3,19 | 5 / 150 |
| Europee 2019     | 220.809 | 4,02 | 1 / 26  |
| Legislative 2021 | 399.750 | 3,84 | 6 / 150 |